# ウィリアム・モリニュー (第4代モリニュー子爵)
第4代モリニュー子爵ウィリアム・モリニュー（英語: William Molyneux, 4th Viscount Molyneux、1655年頃 – 1717年3月8日）は、アイルランド貴族。

## 生涯
第3代モリニュー子爵ケアリル・モリニューとメアリー・バーロウ（Mary Barlow、1691年2月6日没、アレクサンダー・バーロウの娘）の末男として、1655年頃に生まれた。
1699年2月2日に父が死去すると、モリニュー子爵の爵位を継承した。
1717年3月8日に死去、12日にセフトンで埋葬された。長男リチャードが爵位を継承した。

## 家族
1675年頃、ブリジット・ルーシー（Bridget Lucy、1655年頃 – 1713年4月23日、ロバート・ルーシーの娘）と結婚、5男をもうけた。
- リチャード（1679年 – 1738年） - 第5代モリニュー子爵
- ケアリル（1683年 – 1745年） - 第6代モリニュー子爵
- ウィリアム（1685年 – 1759年） - 第7代モリニュー子爵
- トマス・ジョセフ（1689年11月25日洗礼 – 1756年12月3日） - マリア・レヴェシー（Maria Levesy、ジョセフ・レヴェシーの娘）と結婚。第8代モリニュー子爵チャールズ・ウィリアム・モリニュー（後に初代セフトン伯爵に叙爵）の父
- ロバート - 1746年7月20日にジョン・エリントン（John Errington）の娘と結婚

1716年7月22日、メアリー・スケルトン（Mary Skelton、1766年2月20日/1765年4月1日没）と再婚した。